# Рузвель
Рузве́ль (рос. Рузвель) — присілок складі Наровчатського району Пензенської області, Росія.
Населення — 41 особа (2010; 50 у 2002).
Національний склад станом на 2002 рік:
- росіяни — 96 %